# Mojca Smolej
Mojca Smolej slovenska jezikoslovka in redna profesorica na Oddelku za slovenistiko Filozofske fakultete Univerze v Ljubljani, *13. 5. 1973 v Ljubljani.

## Življenje
Mojca Smolej je leta 1992 začela študij na Filozofski fakulteti v Ljubljani in leta 1998 diplomirala iz slovenščine in francoščine. Istega leta se je tam zaposlila najprej kot mlada raziskovalka in leta 2001 zagovarjala magistrsko delo z naslovom Členek v slovenskem knjižnem jeziku (pomenoslovni in skladenjski vidiki). Od 2004 je na FF UL delovala kot asistentka za slovenski knjižni jezik in stilistiko, 2005 pa postala redna asistentka na Oddelku za slovenistiko. Leta 2006 je doktorirala s tezo Vpliv besedilne vrste na uresničitev skladenjskih struktur. Kasneje, leta 2008, jo je Senat Filozofske fakultete Univerze v Ljubljani izvolil v naziv docentke za področje slovenskega jezika. Leta 2014 je prejela naziv izredne profesorice za področje slovenskega jezika. Od leta 1999 je poročena s Tonetom Smolejem, s katerim imata tri otroke. Leta 2019 je postala redna profesorica. Od oktobra 2021 pa je prodekanja na Filozofski fakulteti.

## Delo
Sodeluje tudi s Centrom za slovenščino kot drugi/tuji jezik, kjer predava kot gostujoča profesorica in lektorica jezikoslovne izpopolnjevalne skupine na Seminarju slovenskega jezika, literature in kulture.
Novembra 2015 sta skupaj s Kozmo Ahačičem v Narodni in univerzitetni knjižnici pripravila razstavo vseh slovenskih pravopisov in slovnic do sodobnosti. Razstava se je imenovala Poljub z jezikom: slovnice in slovarji slovenskega jezika od začetkov do danes, razstavljenih pa je  bilo več kot 150 del. Od tega je bilo 79 knjig in 15 rokopisov zaradi svoje starosti shranjenih v vitrinah. 
Sodelovala je v mednarodnem projektu o prevajanju stripov (2000), kot aktivni udeleženec pa se redno udeležuje mednarodnega slavističnega simpozija Obdobja, ki ga organizira Oddelek za slovenitiko Filozofske fakultete v Ljubljani.
Poleg pedagoškega dela opravlja tudi delo oddelčnega koordinatorja za permanentno pedagoško izobraževanje in koordinatorja za mednarodno sodelovanje na Filozofski fakulteti v Ljubljani.
Bila je tudi gostujoča profesorica na Inštitutu za slavistiko na Univerzi Karla in Franca v Gradcu, kjer je predavala Oblikoslovje slovenskega jezika, Leksikologijo in Frazeologijo. 
Od leta 2013 redno hodi na tedenska gostovanja v okviru projekta Erasmus. (Praga, Budimpešta, Bratislava, Trst, Brno;)

## Izbrana bibliografija
- Besedilne vrste v spontanem govoru, znanstvena monografija. Ljubljana: Znanstvena založba Filozofske fakultete, 2012.
- Členki kot besedilni povezovalci. JiS49/5 (sept.–okt. 2004). 45–57. (2007).
- Eliptične strukture in njihove metabesedilne vloge. Jezik in slovstvo, letnik 52, številka 3/4, str. 67-78.
- Obvezni in neobvezni členki. SR 52/2 (apr.–jun. 2004). 141–155. Mojca Smolej: Nekoliko drugačna delitev členkov. Emil Tokarz (ur.): Języki i tradycje Słowian (Prace naukowe Uniwersytetu Śląskiego w Katowicach, nr 2095). Katowice: Wydawnictwo Uniwersytetu Śląskiego, 2003. 244–251.
- Skladnja slovenskega knjižnega jezika - izbrana poglavja z vajami; Dodatek: Nekatere skladenjske značilnosti spontano govorjenih besedil. Ljubljana: Študentska založba, 2011.
- Načini tvorjenja govorjenega diskurza – paradigmatska in sintagmatska os. Erika Kržišnik (ur.): Aktualizacija jezikovnozvrstne teorije na Slovenskem: členitev jezikovne resničnosti (zbornik Obdobja – Metode in zvrsti, 22). Ljubljana: Center za slovenščino kot drugi/tuji jezik pri Oddelku za slovenistiko Filozofske fakultete, 2004. 423–436.
- Nekatere skladenjske značilnosti spontano tvorjenih besedil govorcev Ljubljane. Irena Novak Popov (ur.): Mesto in meščani v slovenskem jeziku, literaturi in kulturi: zbornik predavanj 42. seminarja slovenskega jezika, literature in kulture (26. 6.–14. 7. 2006). Ljubljana: Center za slovenščino kot drugi/tuji jezik pri Oddelku za slovenistiko Filozofske fakultete, 2006. 22–34.
- Neenotnost in neustaljenost strokovnih izrazov v metalurgiji. Irena Orel (ur.): Razvoj slovenskega strokovnega jezika: povzetki predavanj/summaries/rezjume dokladov (zbornik Obdobja – Metode in zvrsti, 24). Ljubljana: Center za slovenščino kot drugi/tuji jezik pri Oddelku za slovenistiko Filozofske fakultete, 2005. 29–30.